# Petchory
Petchory (en ruso: Печоры o Pechory, en estonio: Petseri) es una ciudad de la óblast de Pskov, en Rusia, y es el centro administrativo del raión de Petchory. Tiene una población de 10 337 habitantes (2014), incluyendo varios centenares de inmigrantes estonios.

## Geografía
Petchory yace al oeste por la frontera entre Estonia y Rusia y se encuentra a 43 km al oeste de Pskov. 

## Historia

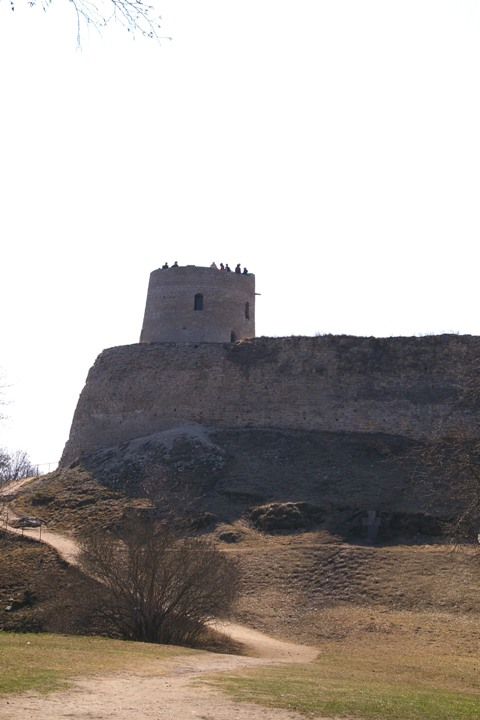
Fortaleza medieval Stary Isborsk cerca de Petchory.

La ciudad de Petchory fue fundada como posad cerca del célebre monasterio de Pskovo-Pecherski en el siglo XVI y resultó pronto un punto comercial importante. Durante lo reinado del zar Iván el Terrible, Petchory se convirtió en una fortaleza encargada de defender la frontera. Estuvo asediada repetidamente por los enemigos de Rusia: las fuerzas de Esteban Báthory atacaron el pueblo durante el asedio de Pskov en 1581 ; los suecos y polacos tomaron Petchory en los asaltos de 1592, 1611, 1615, 1630, y de 1655 a 1657. Después del desencadenamiento de la Gran Guerra del Norte, los rusos renovaron las fortificaciones y Borís Sheremétev comenzó su campaña de 1701 a Petchory. 
En 1918, la localidad, que había caído en el olvido durante varios siglos, de febrero a diciembre de 1918 estuvo ocupada por los alemanes. Durante la guerra de independencia estonia, la ciudad fue tomada por las fuerzas estonias del 29 de marzo de 1919. Como consecuencia del Tratado de paz de Tartu, Petchory y el territorio contiguo, llamado Setomaa, pasaron a manos de Estonia.
Durando los años de la Estonia independiente, Petseri, como lo llamaron en aquellos tiempos, era el centro de Petserimaa (condado de Petseri), uno de los once condados que componían la república de Estonia. La iglesia Pierre fue construida a esta época. Durante la Segunda Guerra Mundial, estuvo ocupada por el ejército alemán de agosto de 1941 al 11 de agosto de 1944.
En 1944, durante la ocupación soviética de Estonia, Petchory y gran parte del condado de Petseri fueron anexadas a la óblast de Pskov de la RSFS de Rusia. Este territorio desde esta época quedó bajo control soviético y después ruso. El tratado fronterizo, firmado por el ministro de asuntos exteriores estonio Urmas Paet y su homólogo ruso Serguéi Lavrov, el 18 de mayo de 2005, confirmó la línea de control — es decir la frontera de la época soviética, y por consiguiente dejó la región en soberanía rusa. Algunas semanas más tarde, no obstante, Rusia se retiró del tratado, dejando vigente el tratado de Tartu, que había dado Petseri a Estonia.

## Población
Censos (o estimaciones) de población:
| 925             | 1186 | 1269 | 2013 | 4962 | 6926 | 7475 | 10 346 | 11 935 | 13 056 | 12 693 | 11 195 | 11 000 | 10 589 | 10 337 |
| (Fuente: Censo) |      |      |      |      |      |      |        |        |        |        |        |        |        |        |